# Marija Dmitrijewna Kriwopolenowa

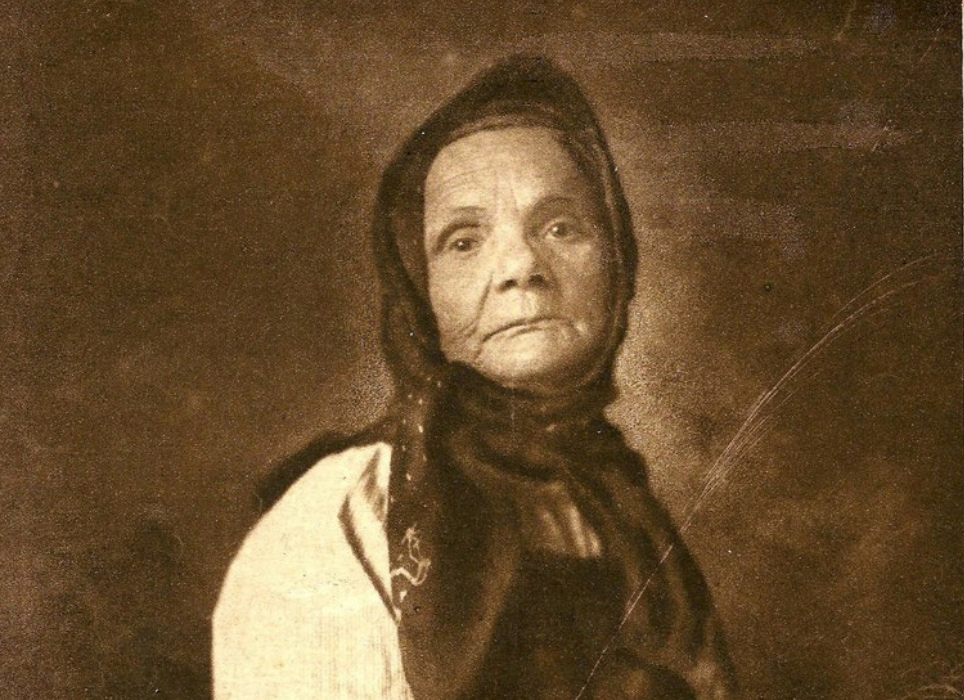
Marija Dmitrijewna Kriwopolenowa

Marija Dmitrijewna Kriwopolenowa, geboren Kabalina, (russisch Мария Дмитриевна Кривополенова, урожд. Кабалина; * 19. Märzjul. / 31. März 1843greg. im Dorf Ust-Jeschuga, Ujesd Pinega, Gouvernement Archangelsk; † 2. Februar 1924 im Dorf Wejegora, Ujesd Pinega, Gouvernement Archangelsk) war eine russische bzw. sowjetische Erzählerin und Sängerin.

## Leben
Kriwopolenowa war eine Tochter des Staatsbauern Dmitri Nikiforowitsch Kabalin und seiner Frau Agafja Timofejewna. In ihnrer Kindheit trug ihr Großvater Nikifor Nikititsch Kabalin Bylinen und Märchen vor, die die Grundlage ihres späteren Repertoires wurden. Sie heiratete 1867 den armen Bauern Kriwopolenow im Dorf Schotogorka, Ujesd Pinega.
Als der Folklorist Alexander Grigorjew während seiner philologischen Expedition 1899–1901 im Gouvernement Archangelsk folkloristisches Material in den Dörfern sammelte, begegnete er der Erzählerin Kriwopolenowa, die ihm eine noch nie gehörte einzigartige Bylina vortrug. Er veröffentlichte seine Expeditionsergebnisse auch mit Beschreibung des Wirkens Kriwopolenowas, was aber keine besondere Aufmerksamkeit fand.
Im Ersten Weltkrieg sammelte die Folkloristin Olga Osarowskaja 1915 im Gouvernement Archangelsk folkloristisches Material. In einem Dorf an der Pinega traf sie bei einer befreundeten Bäuerin Kriwopolenowa und war beeindruckt von Kriwopolenowas Fähigkeit, Geschichten zu erzählen. Sie nahm sie mit nach Moskau, betreute sie und trat mit ihr in etwa 60 von ihr organisierten Vorstellungen in ganz Russland auf. 1916 veröffentlichte sie ein Buch über Kriwopolenowas Wirken.
In einem am 19. März 1983 in der Literaturnaja gaseta veröffentlichten Brief Boris Pasternaks an Osarowskaja erinnert er sich an eine Vorstellung Osarowskajas mit Kriwopolenowa im Moskauer Polytechnischen Museum. Die Algologin Xenija Gemp besuchte eine dieser Vorstellungen und bewunderte die Stimme und Darstellungskunst Kriwopolenowas. Jekaterina Goldfinger und Pawel Korin porträtierten Kriwopolenowa. Sergei Konjonkow schuf eine Skulptur nach ihr (1916).
Als es nach der Oktoberrevolution mangels Interesses keine Vorstellungen mehr gab, kehrte Kriwopolenowa in ihre Heimat zurück und ging wieder in die umliegenden Dörfer, um vorzutragen und Almosen zu sammeln. Nachdem 1919 ein Bylinen-Sammelband erschienen war, der Kriwopolenowas bekanntestes Lied enthielt, gewährte der Rat der Volkskommissare der RSFSR ihr als bedeutender Person der russischen Kultur im Januar 1921 eine Pension mit akademischer Verpflegung. Im Sommer dieses Jahres lud der Volkskommissar für Bildung der RSFSR Anatoli Lunatscharski sie nach Moskau ein, wo sie anlässlich der Eröffnung des 3. Kongresses der Dritten Internationale im Moskauer Konservatorium wieder eine Vorstellung mit großem Erfolg gab. Lunatscharski verlieh ihr den Ehrentitel Staatsgroßmutter, wofür sie sich bei ihm mit selbstgestrickten Handschuhen bedankte. Weitere Vorstellungen lehnte sie ab und kehrte in ihr gewohntes Leben in ihrer Heimat zurück.